# Itxinski
Itxinski (en rus: Ичинский) és un poble (un possiólok) del krai de Kamtxatka, a Rússia, que el 2021 tenia 17 habitants. Pertany al districte de Sóbolevo.